# Mattermost
Mattermost ist ein freier webbasierter Instant-Messaging-Dienst. Mattermost erlaubt sowohl den Chat mit Einzelpersonen als auch Gruppenchats, die in „Kanälen“ organisiert werden. Mattermost funktioniert damit ähnlich wie die marktführenden proprietären Dienste Microsoft Teams und Slack. Für Mattermost existieren Clients für verschiedene Desktop- und Mobilsysteme. Darüber hinaus kann es auch mit einem Web Client (beliebige Web-Browser) verwendet werden.
Für Nutzer ist es möglich, Mattermost auf einem eigenen Server zu installieren; dies bietet erhebliche Vorteile bezüglich der Datensicherheit gegenüber einer Kommunikation über fremde Server.
Die Software Mattermost wird in verschiedenen Varianten angeboten, einerseits eine kostenlose „Team Edition“ unter MIT-Lizenz und eine kostenpflichtige „Enterprise Edition“. Der Quellcode von Mattermost steht unter der GNU-AGPL-Lizenz v.3.0.
Mattermost unterstützt Transportverschlüsselung mit TLS, dabei ist auch die automatische Erzeugung von Let’s-Encrypt-Zertifikaten möglich. Ende-zu-Ende-Verschlüsselung wird jedoch nicht unterstützt.